# Dublin (Insel)
Dublin ist eine Insel im Atlantik westlich von Sierra Leone, die zur Inselgruppe Banana Islands gehört. Die Insel hat 842 Einwohner (2012). Hauptort ist die gleichnamige Ortschaft Dublin.
Dublin Island ist bekannt für ihre Strände und Tauchmöglichkeiten. Hier befindet sich mit dem Banana Island Guest House die einzige touristische Unterkunft der Inselgruppe. Der Gefechtsstützpunkt und Kanonen bei Old Wharf auf der Insel sind ein Nationales Denkmal Sierra Leones.

## Geschichte
Dublin Island war in Besitz der Sklavenhändler-Familie Caulker. 1820 verließ die Familie die Insel und verpachtete diese an das Britische Weltreich. Nach Ende des Sklavenhandels unterzeichnete Francis Caulker ein Abkommen mit dem britischen Gouverneur Charles McCarthy. Dieses sah die Ansiedlung befreiter Sklaven auf der Insel vor. 1843 wurde die Ansiedlung Dublin Hauptsitz der Lokalverwaltung. 1847 lebten etwa 500 Menschen auf der Insel.